# Architekt (film)
„Architekt” – polski film dokumentalny z 2017 w reżyserii Witolda Adamczyka. Film jest próbą odtworzenia okoliczności powstania projektu kościoła pod wezwaniem Jezusa Chrystusa Odkupiciela w Czechowicach-Dziedzicach, jego realizacji oraz sportretowania oryginalnej formy, za którą został włączony w poczet Ikon Architektury Polskiej.
Prapremiera filmu miała miejsce 13 marca 2018 roku w kinie „Świt” w Czechowicach-Dziedzicach. Projekcję poprzedziło słowo wstępne reżysera, a po zakończeniu filmu jego główny bohater i reżyser prowadzili rozmowę i odpowiadali na pytania licznie zgromadzonych widzów.
W roku 1995 Parafia w Czechowicach-Dziedzicach postanowiła zastąpić dotychczasowy, adaptowany do celów liturgicznych barak po stolarni, nowym budynkiem sakralnym. Niepowtarzalny projekt stworzył pochodzący z Czechowic-Dziedzic absolwent Politechniki Krakowskiej, inżynier architekt Stanisław Niemczyk. Za ten projekt uhonorowano go wieloma nagrodami.
Film zawiera dokumentalne, unikatowe nagrania wypowiedzi Stanisława Niemczyka z czasów budowy świątyni. Architekt ukazuje znaczenie sakralno-społecznych wyznaczników i powodów projektowania świątyni, a także konieczność jej zaistnienia w społeczności ludzkiej. Pozytywna atmosfera panująca na placu budowy przywoływana jest wspomnieniami wielu osób, a w tym ks. proboszcza, burmistrza miasta, darczyńców terenu, kierownika budowy, inżyniera oświetlenia, murarzy, cieśli, szefowej kuchni.
W celu sportretowania twórczej i niekonwencjonalnej osobowości Stanisława Niemczyka część ujęć filmu zrealizowano podczas budowy klasztoru Ojców Franciszkanów w Tychach-Paprocanach, wznoszonego także według projektu tego architekta, zwanego śląskim Gaudim. Teraz reżyser filmu pozwala widzowi zobaczyć, ile wysiłku trzeba włożyć w obróbkę granitowych bloków, z których wznoszony jest klasztor. Objaśnienia, jakie daje przy tym Niemczyk, wprowadzają w poznanie wręcz mistycznego znaczenia precyzyjnej obróbki budulca oraz artyzmu, wplecionego w jego wytworne ułożenie.